# José Manuel Delgado
José Manuel Delgado (1747, Valladolid, Michoacán; 1819) fue un músico y compositor mexicano. En un comienzo su formación musical estuvo en el ámbito secular. Delgado obtuvo una plaza en la Catedral de Valladolid como violinista y fue nombrado primer violín, primera flauta e instructor de música. En 1778, se trasladó a la Ciudad de México para trabajar al servicio del Conde de San Matheo.
Las piezas de Delgado contienen elementos con mucha influencia de estilo italianizante, con algunos rasgos de la escuela vienesa y del barroco tardío alemán. Su obra presenta cromatismos, texturas por terceras, modulaciones, y algunas veces patrones rítmicos de contraste, así como patrones más homogéneos entre el bajo y los violines, e imitación entre las tres voces después de la breve exposición del tema.